# Haltlose persoonlijkheidsstoornis
De haltlose persoonlijkheidsstoornis is een persoonlijkheidsstoornis die zich kenmerkt door egoïstisch, onverantwoordelijk en hedonistisch gedrag. De aandoening vertoont veel overeenkomsten met de antisociale en dissociatieve persoonlijkheidsstoornis. Mensen die lijden aan deze stoornis hebben een gebrek aan langetermijndoelen, zorgvuldigheid, concentratievermogen en wroeging. Ze zijn echter ook charmant, optimistisch en beïnvloedbaar. Alcoholproblemen komen vaak voor. De aandoening is beschreven in de ICD-10.

## Naamgeving
Haltlose is een Duits woord dat ook wel driftig, doelloos en onverantwoordelijk betekent. Er zijn geen anderstalige woorden die de persoonlijkheidsstoornis beschrijven (Cullivan, 1998).